# Xã Adams, Quận Darke, Ohio
Xã Adams (tiếng Anh: Adams Township) là một xã thuộc quận Darke, tiểu bang Ohio, Hoa Kỳ. Năm 2010, dân số của xã này là 3.441 người.